# Saison 19 de New York, police judiciaire
Chronologie
Saison 18 Saison 20
La dix-neuvième saison de New York, police judiciaire, série télévisée américaine, est constituée de vingt-deux épisodes, diffusée du 5 novembre 2008 au 3 juin 2009 sur NBC.

## Distribution

### Acteurs principaux
- Jeremy Sisto : détective Cyrus Lupo
- Anthony Anderson : détective Kevin Bernard
- S. Epatha Merkerson : lieutenant Anita Van Buren
- Linus Roache : premier substitut du procureur Michael Cutter
- Alana de la Garza : substitut du procureur Connie Rubirosa
- Sam Waterston : procureur Jack McCoy

## Épisodes

### Épisode 1:Incidents en parcours
- États-Unis : 5 novembre 2008 sur NBC

- États-Unis : 7,85 millions de téléspectateurs (première diffusion)

### Épisode 2:Mis au secret
- États-Unis : 12 novembre 2008 sur NBC

- États-Unis : 7,91 millions de téléspectateurs (première diffusion)

### Épisode 3:Liberté provisoire
- États-Unis : 19 novembre 2008 sur NBC

- États-Unis : 7,58 millions de téléspectateurs (première diffusion)

### Épisode 4:Quand tout s'écroule
- États-Unis : 26 novembre 2008 sur NBC

- États-Unis : 7,63 millions de téléspectateurs (première diffusion)

### Épisode 5:En terrain hostile
- États-Unis : 3 décembre 2008 sur NBC

- États-Unis : 11,26 millions de téléspectateurs (première diffusion)

### Épisode 6:Une vie volée
- États-Unis : 10 décembre 2008 sur NBC

- États-Unis : 7,46 millions de téléspectateurs (première diffusion)

### Épisode 7:Démêlés de justice
- États-Unis : 17 décembre 2008 sur NBC

- États-Unis : 6,95 millions de téléspectateurs (première diffusion)

### Épisode 8:Maisons de maîtres
- États-Unis : 7 janvier 2009 sur NBC

- États-Unis : 10,11 millions de téléspectateurs (première diffusion)

### Épisode 9:Duel de haut vol
- États-Unis : 14 janvier 2009 sur NBC

- États-Unis : 8,20 millions de téléspectateurs (première diffusion)

### Épisode 10:Le Serment
- États-Unis : 21 janvier 2009 sur NBC

- États-Unis : 8,49 millions de téléspectateurs (première diffusion)

### Épisode 11:L'Appât du gain
- États-Unis : 28 janvier 2009 sur NBC

- États-Unis : 8,89 millions de téléspectateurs (première diffusion)

### Épisode 12:Le Fils caché
- États-Unis : 4 février 2009 sur NBC

- États-Unis : 8,69 millions de téléspectateurs (première diffusion)

### Épisode 13:Les Justiciers
- États-Unis : 11 février 2009 sur NBC

- États-Unis : 7,52 millions de téléspectateurs (première diffusion)

### Épisode 14:L'Association du bien et du mal
- États-Unis : 18 février 2009 sur NBC

- États-Unis : 7,15 millions de téléspectateurs (première diffusion)

### Épisode 15:Robin des rues
- États-Unis : 11 mars 2009 sur NBC

- États-Unis : 7,58 millions de téléspectateurs (première diffusion)

### Épisode 16:Sous le sceau du secret
- États-Unis : 18 mars 2009 sur NBC

- États-Unis : 7,07 millions de téléspectateurs (première diffusion)

### Épisode 17:Un sujet assassin
- États-Unis : 25 mars 2009 sur NBC

- États-Unis : 7,25 millions de téléspectateurs (première diffusion)

### Épisode 18:Marqués au fer rouge
- États-Unis : 29 avril 2009 sur NBC

- États-Unis : 7,69 millions de téléspectateurs (première diffusion)

### Épisode 19:Tout nouveau...
- États-Unis : 6 mai 2009 sur NBC

- États-Unis : 8,14 millions de téléspectateurs (première diffusion)

### Épisode 20:Délires psychotiques
- États-Unis : 13 mai 2009 sur NBC

- États-Unis : 7,82 millions de téléspectateurs (première diffusion)

### Épisode 21:Comme sur des roulettes
- États-Unis : 20 mai 2009 sur NBC

- États-Unis : 6,70 millions de téléspectateurs (première diffusion)

### Épisode 22: Le coup de grâce
- États-Unis : 3 juin 2009 sur NBC

- États-Unis : 8,79 millions de téléspectateurs (première diffusion)